# Repubblica Ceca ai XXIV Giochi olimpici invernali
La Repubblica Ceca ha partecipato ai XXIV Giochi olimpici invernali, che si sono svolti dal 4 al 20 febbraio 2022 a Pechino in Cina, con una delegazione composta da 114 atleti.

## Medaglie

### Medagliere per disciplina
| Sport                   | Oro | Argento | Bronzo | Totale |
| ----------------------- | --- | ------- | ------ | ------ |
| Snowboard               | 1   | 0       | 0      | 1      |
| Pattinaggio di velocità | 0   | 0       | 1      | 1      |
| Totale                  | 1   | 0       | 1      | 2      |

### Medaglie d'oro
| Medaglia | Nome          | Sport     | Evento                             |
| -------- | ------------- | --------- | ---------------------------------- |
| Oro      | Ester Ledecká | Snowboard | Slalom gigante parallelo femminile |

### Medaglie di bronzo
| Medaglia | Nome              | Sport                   | Evento           |
| -------- | ----------------- | ----------------------- | ---------------- |
| Bronzo   | Martina Sáblíková | Pattinaggio di velocità | 5000 m femminile |

## Delegazione
| Sport                   | Uomini | Donne | Totale |
| ----------------------- | ------ | ----- | ------ |
| Biathlon                | 5      | 5     | 10     |
| Bob                     | 4      | -     | 4      |
| Combinata nordica       | 4      | -     | 4      |
| Curling                 | 1      | 1     | 2      |
| Freestyle               | -      | 1     | 1      |
| Hockey su ghiaccio      | 25     | 23    | 48     |
| Pattinaggio di figura   | 3      | 3     | 6      |
| Pattinaggio di velocità | -      | 2     | 2      |
| Salto con gli sci       | 5      | 3     | 8      |
| Sci alpino              | 2      | 6     | 8      |
| Sci di fondo            | 6      | 5     | 11     |
| Short track             | -      | 1     | 1      |
| Skeleton                | -      | 1     | 1      |
| Slittino                | 3      | 1     | 4      |
| Snowboard               | 1      | 4     | 5      |
| Totale                  | 59     | 55    | 114    |

## Risultati

### Biathlon
Uomini
| Atleta                                                     | Evento                  | Penalità    | Tempo   | Posizione |
| ---------------------------------------------------------- | ----------------------- | ----------- | ------- | --------- |
| Mikuláš Karlík                                             | 20 km individuale       | 3 (0+0+0+3) | 52'56"3 | 31º       |
| Michal Krčmář                                              | 20 km individuale       | 5 (0+1+3+1) | 55'27"9 | 59º       |
| Jakub Štvrtecký                                            | 20 km individuale       | 5 (0+3+0+2) | 55'52"7 | 65º       |
| Milan Žemlička                                             | 20 km individuale       | 2 (0+1+0+1) | 55'44"3 | 62º       |
| Mikuláš Karlík                                             | 10 km sprint            | 3 (0+3)     | 25'48"8 | 28º       |
| Michal Krčmář                                              | 10 km sprint            | 1 (0+1)     | 25'22"4 | 16º       |
| Jakub Štvrtecký                                            | 10 km sprint            | 3 (1+2)     | 26'48"3 | 58º       |
| Adam Václavík                                              | 10 km sprint            | 3 (2+1)     | 26'50"2 | 59º       |
| Mikuláš Karlík                                             | 12,5 km inseguimento    | 8 (1+3+3+1) | 45'38"8 | 42º       |
| Michal Krčmář                                              | 12,5 km inseguimento    | 7 (1+0+4+1) | 44'06"9 | 34º       |
| Jakub Štvrtecký                                            | 12,5 km inseguimento    | 7 (0+3+3+1) | 46'32"1 | 48º       |
| Adam Václavík                                              | 12,5 km inseguimento    | 6 (1+1+3+1) | 45'41"2 | 44º       |
| Michal Krčmář                                              | 15 km partenza in linea | 5 (0+1+1+3) | 41'54"9 | 21º       |
| Jakub Štvrtecký Mikuláš Karlík Adam Václavík Michal Krčmář | Staffetta 4x7,5 km      | LAP         | LAP     | LAP       |

### Pattinaggio di velocità
| Atleta            | Evento           | Tempo   | Posizione |
| ----------------- | ---------------- | ------- | --------- |
| Nikola Zdráhalová | 500 m femminile  | 39"18   | 25ª       |
| Nikola Zdráhalová | 1000 m femminile | 1'18"75 | 27ª       |
| Nikola Zdráhalová | 1500 m femminile | 1'59"54 | 21ª       |
| Nikola Zdráhalová | 3000 m femminile | 4'13"13 | 18ª       |
| Martina Sáblíková | 3000 m femminile | 4'00"34 | 4ª        |
| Martina Sáblíková | 5000 m femminile | 6'50"09 |           |

Mass start
| Atleta            | Evento               | Semifinale | Semifinale | Semifinale | Finale | Finale | Finale    |
| Atleta            | Evento               | Punti      | Tempo      | Posizione  | Punti  | Tempo  | Posizione |
| ----------------- | -------------------- | ---------- | ---------- | ---------- | ------ | ------ | --------- |
| Nikola Zdráhalová | Mass start femminile | DNS        | DNS        | DNS        | DNS    | DNS    | DNS       |

### Snowboard
Freestyle
| Atleta           | Evento               | Qualificazione | Qualificazione | Qualificazione | Qualificazione | Qualificazione | Finale          | Finale          | Finale          | Finale          | Finale          |
| Atleta           | Evento               | Run 1          | Run 2          | Run 3          | Migliore       | Posizione      | Run 1           | Run 2           | Run 3           | Migliore        | Posizione       |
| ---------------- | -------------------- | -------------- | -------------- | -------------- | -------------- | -------------- | --------------- | --------------- | --------------- | --------------- | --------------- |
| Šárka Pančochová | Big air femminile    | 44.00          | 62.75          | 60.25          | 123.00         | 14ª            | Non qualificata | Non qualificata | Non qualificata | Non qualificata | Non qualificata |
| Šárka Pančochová | Halfpipe femminile   | 41.75          | 18.75          | N.D.           | 41.75          | 18ª            | Non qualificata | Non qualificata | Non qualificata | Non qualificata | Non qualificata |
| Šárka Pančochová | Slopestyle femminile | 25.51          | 17.18          | N.D.           | 25.51          | 28ª            | Non qualificata | Non qualificata | Non qualificata | Non qualificata | Non qualificata |

Parallelo
| Atleta          | Evento                             | Qualificazione | Qualificazione | Ottavi               | Quarti               | Semifinale           | Finale               | Finale          |
| Atleta          | Evento                             | Tempo          | Posizione      | Avversario Risultato | Avversario Risultato | Avversario Risultato | Avversario Risultato | Posizione       |
| --------------- | ---------------------------------- | -------------- | -------------- | -------------------- | -------------------- | -------------------- | -------------------- | --------------- |
| Zuzana Maděrová | Slalom gigante parallelo femminile | 1'34"59        | 23ª            | Non qualificata      | Non qualificata      | Non qualificata      | Non qualificata      | Non qualificata |
| Ester Ledecká   | Slalom gigante parallelo femminile | 1'23"63        | 1ª Q           | Ochner W             | Król W               | Dekker W             | Ulbing W             |                 |

Cross
| Atleta            | Evento                    | Posizionamento | Posizionamento | Ottavi    | Quarti    | Semifinale | Finale / Finale B | Finale / Finale B |
| Atleta            | Evento                    | Tempo          | Posizione      | Posizione | Posizione | Posizione  | Posizione         | Totale            |
| ----------------- | ------------------------- | -------------- | -------------- | --------- | --------- | ---------- | ----------------- | ----------------- |
| Radek Houser      | Snowboard cross maschile  | DNS            | DNS            | DNS       | DNS       | DNS        | DNS               | DNS               |
| Vendula Hopjáková | Snowboard cross femminile | 1'25"49        | 23ª            | DNF       | DNF       | DNF        | DNF               | DNF               |